# Бедешан
Бедешан (фр. Bédéchan) насеље је и општина у јужној Француској у региону Миди Пирене, у департману Жерс која припада префектури Ош.
По подацима из 2011. године у општини је живело 134 становника, а густина насељености је износила 17,09 становника/km². Општина се простире на површини од 7,84 km². Налази се на средњој надморској висини од 250 метара (максималној 262 m, а минималној 157 m).

## Демографија
| 1962. | 1968. | 1975. | 1982. | 1990. | 1999. | 2011. |
| ----- | ----- | ----- | ----- | ----- | ----- | ----- |
| 94    | 118   | 107   | 102   | 107   | 104   | 134   |

График промене броја становника у току последњих година